# Satanocrater paradoxus
Satanocrater paradoxus är en akantusväxtart som först beskrevs av Gustav Lindau, och fick sitt nu gällande namn av Gustav Lindau. Satanocrater paradoxus ingår i släktet Satanocrater och familjen akantusväxter. Inga underarter finns listade i Catalogue of Life.